# Алакаевка (Самарская область)

Алакаевка — село в Кинельском районе Самарской области. Образует сельское поселение Алакаевка.

## География
Село Алакаевка разделено на две части рекой Елховый ключ (первоначально Барсушка), которая начинается в лесу Горелый.

## История
В начале X века земли, на которых в настоящее время расположено село Алакаевка, принадлежали башкирскому князю Кугурды Чемееву.
В 1736 году хозяином земли стал Моисей Александрович Богданов, который и основал в 1752 году село Алакаевку. Название села произошло от личного тюркского имени Алакай. В дальнейшем село принадлежало сыну Моисея Александру, а затем внучке Екатерине Александровне и её мужу Дмитрию Путилову. В 1820-е годы хозяйкой Алакаевки стала правнучка Моисея Богданова — Мария Азарьевна Данненберг и её муж Андрей Андреевич, ветеран Отечественной войны 1812 года. В 1860-е годы деревня была разделена на три части между наследниками Марии Данненберг. Позднее правобережная Алакаевка принадлежала городскому голове Самары Петру Алабину и общественному деятелю, просветителю и гуманисту Константину Михайловичу Сибирякову, открывшему в селе школу, семье Ульяновых и купцу Данилину.
Алакаевка упоминается в телефонограмме Ленина от 9 января 1922 года, в которой он просит Енукидзе и Каменева выделить зерно селу для посева: «так как я был с этой деревней знаком лично, то считал бы политически полезным, чтобы крестьяне не уехали без какой-либо помощи наверняка». В марте 1922 года Центральная комиссия помощи голодающим при ВЦИК выдала Алакаевке 100 пудов хлеба. В расписке представителей Алакаевки от 10 марта 1922 года говорилось: «Мы, уполномоченные, возвратись домой, в Самарскую губернию, удостоверим пославших нас крестьян, что в центре действительно проявляется сугубая забота к преодолению великого голодного бедствия и что наш великий вождь тов. Ленин принял близко к сердцу все нужды пострадавшего крестьянства».
Во время Великой Отечественной войны погибло на фронтах 108 жителей Алакаевки, в честь которых в 2003 году в центре села был открыт памятник, у подножия которого производят захоронение останков земляков, найденных поисковиками на местах боёв.

## Население
| 2010  | 2012  | 2013  | 2014  | 2015  | 2016  | 2017  |
| ----- | ----- | ----- | ----- | ----- | ----- | ----- |
| 1203  | ↘1178 | ↘1140 | ↘1114 | ↘1100 | ↗1114 | ↘1083 |
| 2018  | 2019  | 2020  | 2021  |       |       |       |
| ↘1077 | ↘1064 | ↘1040 | ↘1001 |       |       |       |

## Инфраструктура
В селе работает СХПК «Покровское», специализирующийся на выращивании яблок, производстве зерновых, мяса и молока.
В селе Алакаевка имеются средняя школа, в которой обучаются 88 учеников; детский сад (45 воспитанников); библиотека (книжный фонд 28 000 книг); Дом-музей В. И. Ленина; фельдшерско-акушерский пункт с аптекой; сельский Дом культуры, в котором действуют хореографический кружок, вокально-инструментальный ансамбль «Мужики», вокальные группы «Рябинушка» и «Унисон»; отделения Сбербанка России и почтовой связи. Услуги ЖКХ оказывают ООО «Алакаевское ЖКХ» и ТСЖ «Удача».

## Достопримечательности
В селе Алакаевке и его окрестностях располагаются Дом-музей В. И. Ленина, святой источник Владимирской иконы Божьей матери и Муравельный лес.
Дом музей В. И. Ленина
Дом был построен в 1850 году наследниками основателя села Моисея Богданова Данненбергами. Позднее имением владел городской голова Самары Пётр Алабин и общественный деятель Константин Сибиряков, мечтавший об открытии вблизи Алакаевки сельскохозяйственной школы. В 1887 году семья Ульяновых переехала в Казань, вскоре после казни старшего сына Александра, а спустя два года, в 1889 году, переехала в Самару, купив землю и дом в Алакаевке. В 1897 году Ульяновы переехали в Москву, продав имение купцу Данилину, который перевёз сруб дома в деревню Неяловка Красноярского района.
В 1932 году дом Ульяновых перевезли из Неяловки в деревню Алакаевку и восстановили, открыв в нём Дом социалистической культуры (ДСК) с библиотекой, кинозалом, радио и военным кабинетом. В 1940 году было решено открыть Дом-музей В. И. Ленина (неофициальное название Дом Ленина). В 1946 году, после ремонта, музей открылся и работал до 1951 года, когда был закрыт по распоряжению ЦК КПСС. 30 августа 1960 года Совет Министров РСФСР признал Алакаевку памятным местом республиканского значения. Дом-музей В. И. Ленина в селе Алакаевка возобновил работу в 1966 году и является одним из старейших музеев Ленина.
Экспозиционно-выставочная площадь музея — 147 м², временные выставки занимают 55 м², площадь фондохранилищ — 57,3 м². Парковая зона занимает 3,1 га. В музее работает 7 сотрудников. Ежегодно его посещает около 2100 человек.
Муравельный лес
Небольшой лесной массив на левому берегу реки Запрудной в 3-х километрах от Алакаевки. Входит в состав Кинельского лесхоза. Площадь — 104 га.
Преобладающая древесная порода — дуб; приспевающие и спелые насаждения представлены здесь III и IV бонитетами средних полнот. Кроме дубов также растут липа, клён остролистный и осина, травяной покров составляют сныть, ландыш душистый, ясменник. В разреженных местах растёт малина. Подлесок состоит из бересклета бородавчатого, орешника и черёмухи, на полянах произрастают луговой клевер, таволга, ромашка, колокольчики и зверобой. Своё название предположительно получил из-за обилия муравейников, отдельные из которых достигают 1 м в высоту и до 2 м в диаметре.